# آی‌ای‌آی پانتر
آی‌ای‌آی پانتر (به انگلیسی: IAI Panther) یک هواگرد ساختِ کارخانهٔ صنایع هوافضای اسرائیل در کشور اسرائیل است.